# L'Orient est rouge
Pour les articles homonymes, voir L'Orient est rouge (homonymie).
L'Orient est rouge (chinois : 东方红, pinyin : Dōngfāng Hóng) est un chant écrit en 1942, qui fut de facto l'hymne de la République populaire de Chine durant la Révolution culturelle. Ce chant fait partie du culte de la personnalité de Mao Zedong.

## Présentation
Les paroles en furent attribuées à Li Youyuan (李有源), paysan du nord du Shaanxi (Shanbei). L'air provient d'une chanson traditionnelle locale. L'inspiration lui serait venue après avoir vu le soleil se lever au matin d'un jour ensoleillé.
Des haut-parleurs diffusaient le chant de l'aube au crépuscule dans chaque ville et village. Un spectacle télévisé commençait habituellement par L'Orient est rouge et finissait par L'Internationale. Les étudiants devaient le chanter ensemble au début du premier cours de chaque journée. À cette époque, Tian Han, auteur de l'hymne officiel La Marche des Volontaires, était emprisonné si bien que le chant n'était pas utilisé. 
L'Orient est rouge est également le titre d'une comédie musicale mise en scène au début des années 1960 et faisant l'apologie du communisme, et en particulier du maoïsme. La version cinématographique en est réalisée en 1965. La comédie musicale évoque l'histoire du Parti communiste chinois sous la direction de Mao Zedong.
La mélodie fut plus tard incorporée au Concerto pour piano du fleuve Jaune composé en 1969 par Yin Chengzhong. Le concerto se fondait sur la Cantate du fleuve Jaune de Xian Xinghai.
Du fait de son lien avec la Révolution culturelle, le chant fut rarement chanté après l'accession au pouvoir de Deng Xiaoping à la fin des années 1970. De nos jours, le chant apparaît comme un reliquat du culte de la personnalité associé à Mao et a été largement remplacé par une version corrigée de la Marche des Volontaires qui, elle, n'évoque ni le Parti communiste ni Mao.
Le terme est aussi le nom d'une série de satellites chinois. Le premier satellite chinois, Dong Fang Hong 1 (东方红一号), comprenait un enregistrement de cette chanson.

## Paroles
| Chinois (simplifié) | Chinois (traditionnel) | Pinyin | Français |
| --- | --- | --- | --- |
| 东方红，太阳升， 中国出了个毛泽东。 他为人民谋幸福， 呼尔嗨哟，他是人民大救星！ 毛主席，爱人民， 他是我们的带路人， 为了建设新中国， 呼尔嗨哟，领导我们向前进！ 共产党，像太阳， 照到哪里哪里亮。 哪里有了共产党， 呼尔嗨哟，哪里人民得解放！ | 東方紅，太陽升。 中國出了個毛澤東。 他為人民謀幸福， 呼爾嗨喲，他是人民大救星！ 毛主席，愛人民， 他是我們的帶路人， 為了建設新中國， 呼爾嗨喲，領導我們向前進！ 共產黨，像太陽， 照到哪裡哪裡亮， 哪裡有了共產黨， 呼爾嗨喲，哪裡人民得解放！ | Dōngfāng hóng, tàiyáng shēng, Zhōngguó chū liǎo ge Máo Zédōng, Tā wèi rénmín móu xìngfú, Hū ěr hei yo, tā shì rénmín dà jiù xīng ! Máo zhǔxí, ài rénmín, Tā shì wǒmén de dài lù rén Wèi liǎo jiànshè xīn Zhōngguó, Hū ěr hei yo, lǐngdǎo wǒmén xiàng qiánjìn ! Gòngchǎndǎng, xiàng tàiyáng, Zhào dào nǎlǐ nǎlǐ liàng, Nǎlǐ yǒu liǎo Gòngchǎndǎng, Hū ěr hei yo, nǎlǐ rénmín dé jiěfàng ! | L'Orient est rouge, le soleil se lève, La Chine a vu naître Mao Zedong, Il œuvre pour le bonheur du peuple, Hourra, il est la grande étoile sauvant le peuple ! Le Président Mao aime le peuple, Il est notre guide, Pour créer une Chine nouvelle, Hourra, il nous montre la voie de l'avenir ! Le Parti communiste est comme le soleil, Son éclat apporte partout la lumière, Là où il y a le Parti communiste, Hourra, le peuple obtient la libération ! |